# Reno 1868 Football Club
Reno 1868 FC foi um clube da cidade de Reno, Nevada. Fez a sua estreia na United Soccer League em 2017. O clube foi extinto em 06 de novembro de 2020 por causa da crise causada pela Pandemia de COVID-19.

## História
Anteriormente, já havia três times esportivos em Reno, o Reno Rattlers, o Northern Nevada Aces, e o Nevada Wonders. Apesar de não possuir ainda um time profissional de futebol, a cidade tinha bastante tradição no futebol de base. Em 16 de setembro de 2015 foi anunciado que iria ter uma nova franquia da USL em Reno.
Em 28 de junho de 2016 foi anunciada uma parceria de dois anos com a equipe da Major League Soccer San Jose Earthquakes

## Símbolos

### Nome
A escolha do nome do time foi por votação popular. As pessoas poderiam escolher entre seis nomes: Reno FC, FC Reno, Reno Silver FC, Reno City FC, Reno United, ou Reno 1868. No final Reno 1868 ganhou. O nome é uma referência ao ano de fundação da cidade, 1868.

## Estatísticas

### Participações
|  | Participações em 2020 |

| Competição     | Competição               | Temporadas | Melhor campanha            | Estreia | Última | P | R |
| Estados Unidos | Lamar Hunt U.S. Open Cup | 3          | Terceira Fase (Três vezes) | 2017    | 2020   |   | – |